# بريان وايت
بريان وايت (بالإنجليزية: Bryan White)‏ هو موسيقي ومغني ومغن مؤلف أمريكي، ولد في 17 فبراير 1974 في لوتون في الولايات المتحدة.

## وصلات خارجية
- بريان وايت على موقع IMDb (الإنجليزية)
- بريان وايت على موقع ميوزك برينز (الإنجليزية)
- بريان وايت على موقع إن إن دي بي (الإنجليزية)
- بريان وايت على موقع أول ميوزيك (الإنجليزية)
- بريان وايت على موقع ديسكوغز (الإنجليزية)
- بريان وايت على موقع قاعدة بيانات الفيلم (الإنجليزية)